# Edův pohádkový balík
Edův pohádkový balík je televizní pořad pro děti, který navazoval na koncept jeho předchůdců Studia Kamarád a Studia Rosa. Byl vysílán od roku 2004, kdy navázal na pořady Pohádková půda a Pohádková neděle. V roce 2006 ho nahradil nový pořad pro děti Hřiště 7.
Edův pohádkový balík aneb Už mufí být ráno, jak zněl celý název pořadu, byl vysílán každou neděli od 7.30 hodin. Byli změněni moderátoři, ale objevovaly se zde loutkové postavy známé již ze Studia Kamarád Jů a Hele a Muf supermuf. Kromě pravidelných nedělních vysílání byl pořad vysílán i během některých svátků (o Vánocích 24., 25. i 26. prosince, na Velikonoční pondělí).

## Moderátoři
- Bohumil Klepl
- Arnošt Goldflam
- Markéta Plánková

### Loutkoví moderátoři
- Jů a Hele
- Muf supermuf
- kohout Eda